# Kien Giang (provincie)
Kien Giang (vietnamsky Kiên Giang) je provincie na jihu Vietnamu. Žije zde přes 1,6 milionu obyvatel, hlavní město je Rach Gia. Provincie je proslavená svými přírodními krasovými úkazy. Mnoho Vietnamců sem jezdí na rekreace.

## Geografie
Provincie leží na jihu Vietnamu při hranici s Kambodžou. V rámci Vietnamu ji obklopují provincie An Giang, Can Tho, Hau Giang a Bac Lieu.